# Crenitis digesta
Crenitis digesta är en skalbaggsart som först beskrevs av Leconte 1855.  Crenitis digesta ingår i släktet Crenitis och familjen palpbaggar. Inga underarter finns listade i Catalogue of Life.